# Bouy-Luxembourg
Bouy-Luxembourg település Franciaországban, Aube megyében. Lakosainak száma 248 fő (2022. január 1.). Bouy-Luxembourg Assencières, Luyères, Onjon és Rouilly-Sacey községekkel határos.

## Népesség
A település népessége az elmúlt években az alábbi módon változott:
| Lakosok száma | 181  | 156  | 169  | 183  | 211  | 211  | 228  | 240  | 247  | 248  |
|               | 1968 | 1982 | 1990 | 2006 | 2013 | 2015 | 2017 | 2019 | 2020 | 2022 |